# Pergousa
Die kleine unbewohnte griechische Insel Pergousa [pɛrˈɣusa] (griechisch Περγούσα (f. sg.), transkr. auch Pergoussa) wird von der Gemeinde Nisyros in der Region Südliche Ägäis verwaltet.

## Lage
Pergousa liegt im östlichen Ägäischen Meer etwa 10 km südöstlich vom Kap Krikelos (Ακρωτήριο Κρίκελος), der Südspitze von Kos. Die Insel Gyali liegt 8,6 km nordöstlich und Nisyros 8 km östlich. Die ebenfalls unbewohnte Insel Pachia liegt etwa 2,3 km südöstlich. Von Nord nach Süd hat die Insel eine Länge von etwas mehr als 1,9 km, die breiteste Stelle im Inselnorden beträgt etwa 1,1 km, die schmalste im Süden etwa 350 m.
Wie Nisyros und das südliche Kos liegt Pergousa zusammen mit Pachia auf dem östlichen Ägäischen Inselbogen und ist vulkanischen Ursprungs.

## Geschichte
Jungsteinzeitliche Keramik sowie Obsidian von der Kykladeninsel Milos und der nahegelegenen Insel Gyali wurden auf Pergousa gefunden.
Aus dem 4. Jahrhundert v. Chr. befinden sich Überreste eines Wachturms auf der Insel.

## Fauna
Erstmals konnten 1993 Vorkommen der Kykladen-Mauereidechse (Podarcis erhardii) östlich des Mittelägäischen Grabens auf Pergousa und Pachia nachgewiesen werden.